# Catedral basílica de la Inmaculada Concepción (Santa Fe de Antioquia)
La Catedral de Santa Fe de Antioquia, oficialmente Catedral Basílica Metropolitana de la Inmaculada Concepción, es una iglesia catedralicia de culto católico dedicada a la Virgen María bajo la advocación de la Inmaculada Concepción. El edificio se encuentra ubicado en el costado nororiental de la plaza principal del municipio colombiano de Santa Fe de Antioquia (Antioquia). La catedral es el principal templo de la Arquidiócesis de Santa Fe de Antioquia, sede del arzobispo, así como del Capítulo Metropolitano.
Diseñada por Fray Domingo de Petrés, quien también diseñó la Catedral Basílica Metropolitana de Bogotá y la Catedral de la Santísima Trinidad y San Antonio de Padua de Zipaquirá, su estilo puede ubicarse dentro del neoclásico, con detalles del barroco popular; cuenta con una sola torre que mide 47 m de altura, es de planta rectangular y su interior es de tres naves con arcos de medio punto sobre columnas toscanas. Se destacan las valiosas obras artísticas coloniales que alberga en su interior. El sector histórico (incluyendo la catedral) de Santa Fe de Antioquia, antigua capital del departamento de Antioquia, fue declarado Monumento Nacional de Colombia por la Ley 163 del 30 de diciembre de 1959.

## Historia
A finales del siglo XVIII, el templo parroquial de Santa Fe de Antioquia amenazaba con desplomarse a causa del comején que había destruido buena parte de la estructura del techo. Debido a ello y a la constante aspiración de la población santafequeña por levantar un templo de mayor proporción que pudiera ser idóneo para ser futura catedral, se iniciaron los trabajos para su construcción, ya que desde tiempo atrás tenían la promesa formal, tanto de la Santa Sede como de la monarquía española, de establecer allí una nueva diócesis.
A causa de lo expuesto, el ayuntamiento de la ciudad, presidido en ese entonces por el Coronel Víctor Salcedo, Gobernador de la Provincia de Antioquia y el párroco, pbro. Salvador Cano, reunidos en junta, determinaron por unanimidad, que se comenzara, sin pérdida de tiempo la construcción de un nuevo templo parroquial, y acto seguido a la colocación de la primera piedra de la catedral en potencia. A raíz de lo sucedido, el Concejo convocó a una reunión en la cual estuvieron presentes importantes sectores de la ciudad con el fin de comunicar a los presentes la resolución ya tomada y a la vez solicitarles toda la ayuda posible para la obra en proyecto. Antes de finalizar la reunión, los concurrentes nombraron para dirigir la obra y encargarse de ella, a los hermanos Manuel Antonio y Juan Esteban Martínez. Estos aceptaron, el último de ellos se entregó de lleno a la ejecución de la obra en el tiempo más corto posible. Para ello levantó una calera, mandó a construir tejares para la fabricación de los materiales, y antes de estos preparativos se bendijo la primera piedra, acto realizado por Cano en solemne ceremonia y en compañía de la autoridad civil y la población en general. Este acontecimiento religioso se realizó el 17 de marzo de 1797.

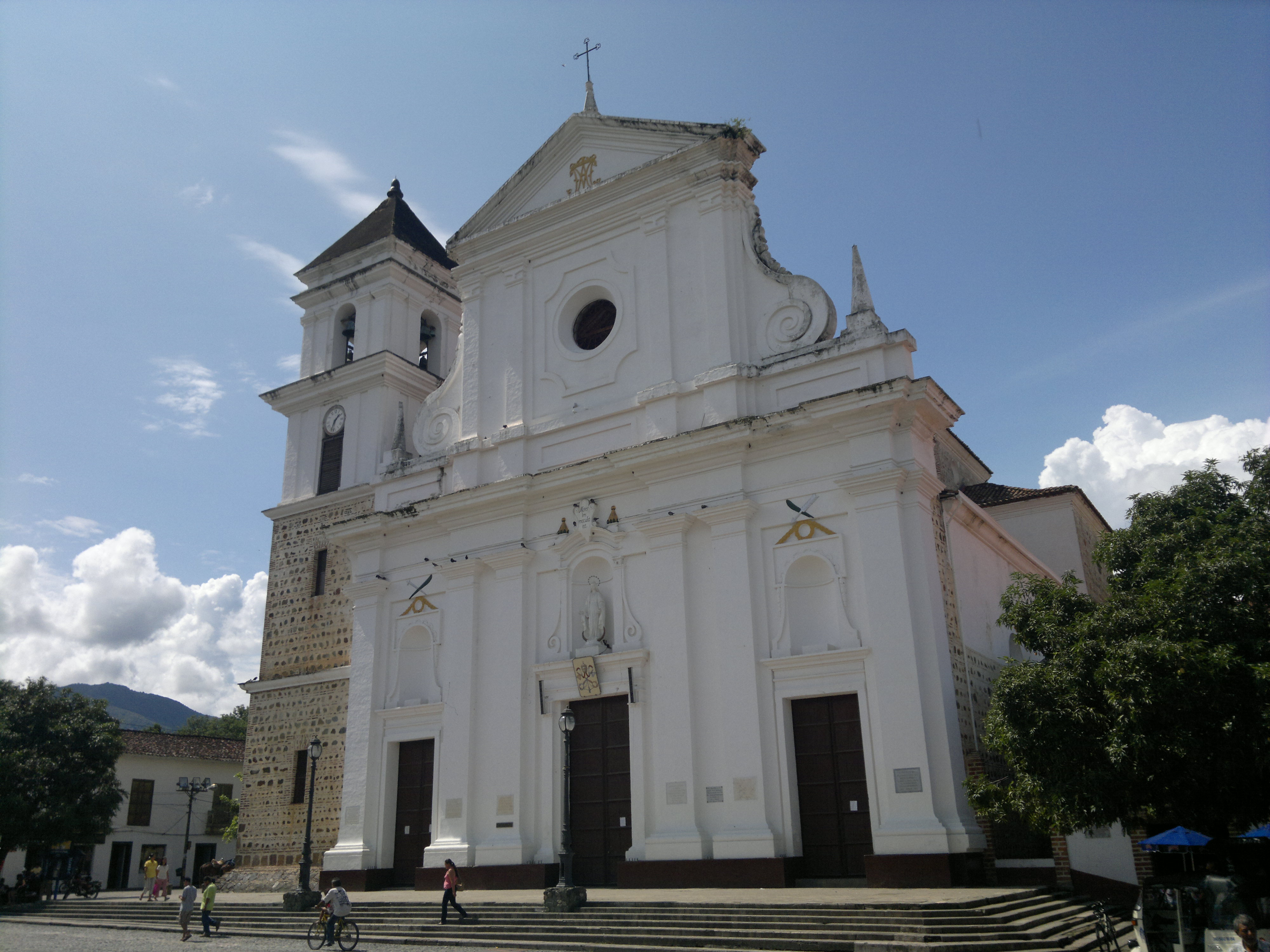
Fachada principal de la catedral.

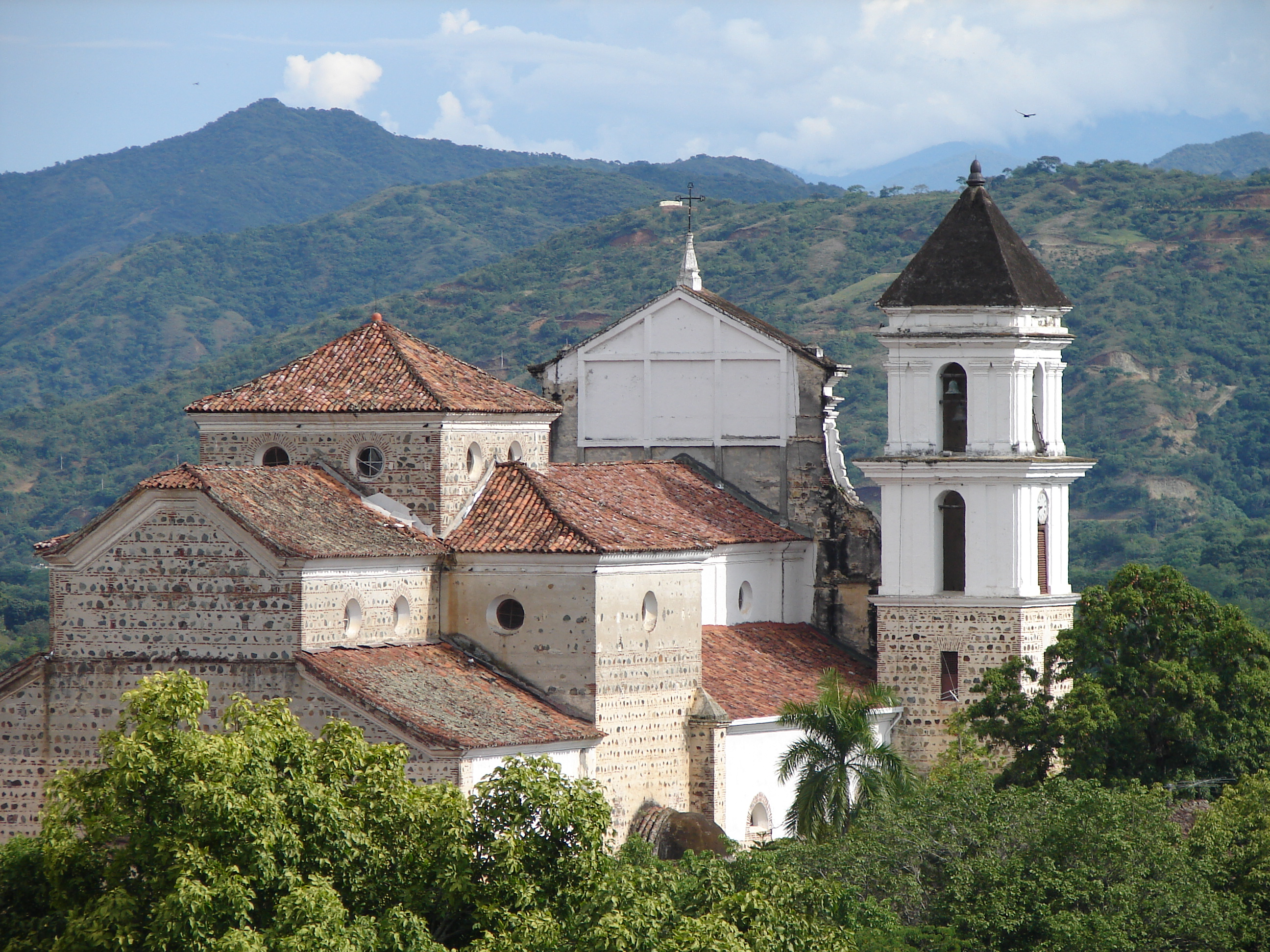
Vista posterior de la catedral.

Los planos para la construcción del templo fueron realizados por el arquitecto capuchino Domingo de Petrés; a las mandas hechas para la obra se sumaron algunos dineros cedidos monseñor Salvador Jiménez, Arzobispo de Popayán, por el Gobierno, todos los haberes del pbro. Salvador Lastra regalados para ese fin, y el trabajo personal de todos los habitantes de la ciudad, que sin distinción de clases sociales, al toque de las campanas acudían al "convite" para transportar materiales necesarios para la construcción como ladrillos, tejas, arena, piedras, tierra, etc. hacia el lugar donde se desarrollaba la obra. Juan Esteban Martínez se consagró en un todo al proyecto que se le había confiado: sus esclavos trabajaban allí, los dineros de sus propios fondos allí ingresaban para no volver a tener salida, ni un solo centavo cobró por dirigir la obra.
El 31 de agosto de 1804, fue creada la Diócesis de Antioquia por bula del papa Pío VII, pero por diversos inconvenientes solo hasta 1827 se nombró obispo para dicha sede, cuyo cargo quedó en manos de Fray Mariano Garnica y Orjuela, quien llegó a Santa Fe de Antioquia el 1 de junio de 1828 y de inmediato comenzó a organizar la diócesis. Durante sus cuatro años de pontificado estuvo pendiente de la construcción del templo, pero fallece el 16 de agosto de 1832. Paralelamente a estos sucesos y con el paso de los años; el templo en construcción tardaba en verse finalizado por causa de, entre otros motivos, la magnitud de la obra y los escasos recursos económicos.
El 31 de agosto de 1835 el encargado de la obra, Juan Esteban Martínez, por escritura pública firmaba un contrato con Martín Nuguet, en la que este último se comprometía a construir 5 altares para el templo, según dimensiones y órdenes de arquitectura anotados en el mismo documento, en el cual constaba también el costo de ellos. En ese mismo año (1835) fue nombrado como nuevo obispo de Antioquia, monseñor Juan de la Cruz Gómez Plata, quien se posesionó en la sede episcopal el 12 de julio de 1836, y a partir de entonces estuvo pendiente de la obra.
Finalmente, el 18 de noviembre de 1837, Martínez envió una nota al ayuntamiento, en la que notificaba que la obra estaba finalizada en lo principal. El Concejo procedió entonces a notificar al obispo Juan de la Cruz Gómez Plata que podía proceder a la consagración del templo el día fijado por él. Dicho evento se realizó en solemnes ceremonias que tuvieron lugar en entre el 6 y 7 de diciembre de 1837. El día 7 se condujo al templo en procesión, la imagen de la Inmaculada que se encontraba, desde el inicio de la construcción del templo, en la Iglesia de Santa Bárbara; al día siguiente, 8, se realizó la primera misa y fue de carácter pontifical realizada por monseñor Gómez Plata. El día 9 se llevó la Divina Eucaristía a la catedral, en solemne ceremonia.

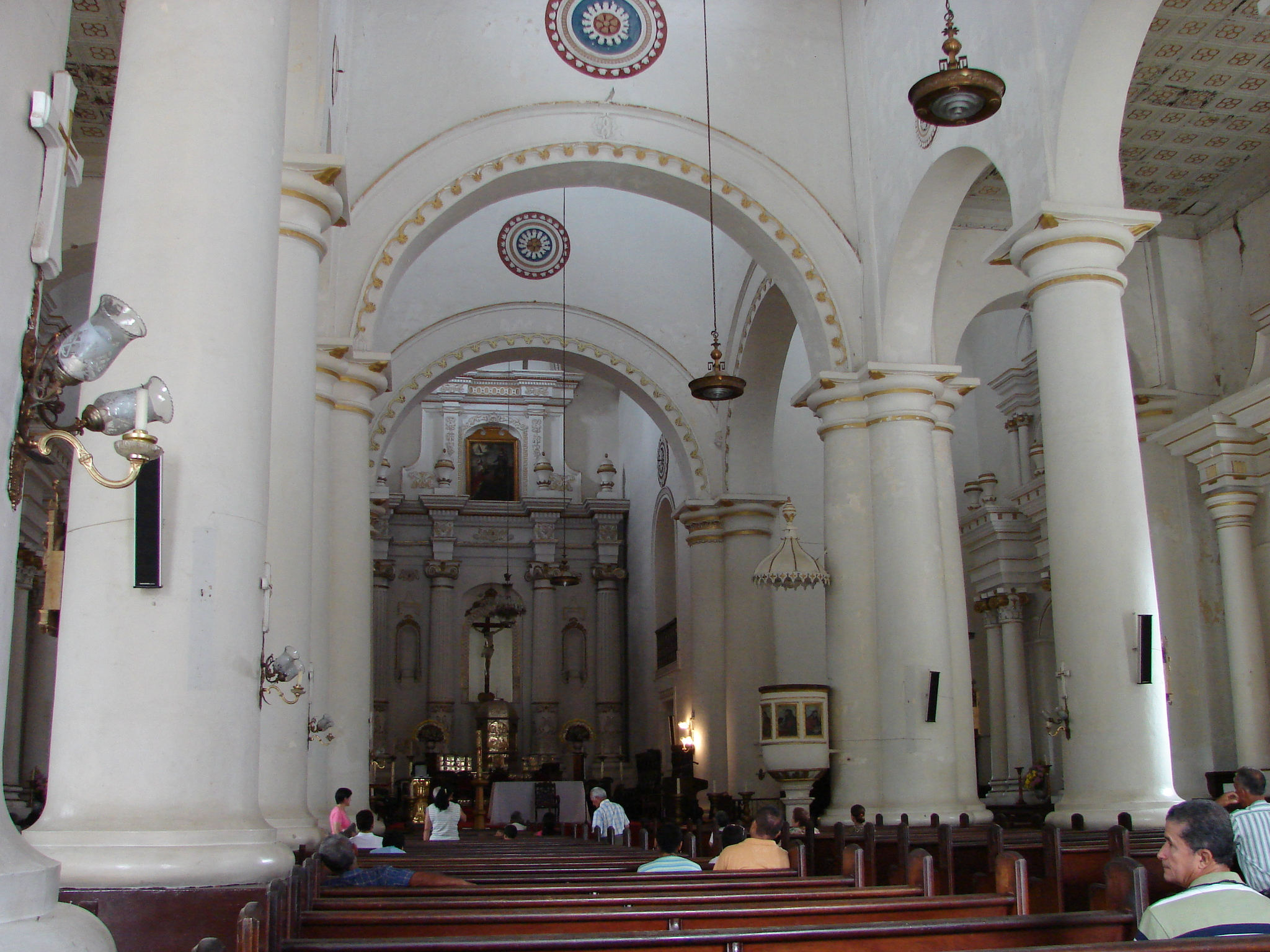
Nave central de la catedral.

En la sacristía fue colocado el retrato de Juan E. Martínez, director de la obra. El pbro. José Félix Mejía, sucesor de Cano en la parroquia, obsequió para la catedral un artístico y valioso sagrario de plata; también hizo el regalo de varias arañas y candelabros del mismo metal.
Monseñor Gómez Plata obtuvo un reloj de torre y un órgano para la catedral, el reloj se instaló el 8 de abril de 1843, y el órgano se perdió en un naufragio del barco que lo traía. Este inesperado acontecimiento sucedió al llegar el vapor a Puerto Nare; allí se dejó como perdido, pero transcurridos algunos días un valeroso hombre se lanzó al río Magdalena en la búsqueda del instrumento, encontrándolo con éxito. El órgano que se creyó perdido para siempre llegó a Santa Fe de Antioquia, donde fue recibido con júbilo. Pero a primeros del siglo XX el órgano fue retirado de la Catedral y llevado al coro del templo de Santa Bárbara, de la misma ciudad.
En 1937 se celebró el primer centenario de la consagración de la catedral, para tal acto asistieron varios miembros del episcopado colombiano, miembros del clero nacional y representantes del gobierno. Era el obispo en ese entonces, monseñor Francisco Cristóbal Toro, oriundo de Santa Fe de Antioquia, quien en el día de la ceremonia conmemorativa, usó los mismos ornamentos (mitra, báculo, etc.) utilizados por monseñor Gómez Plata un siglo antes con motivo de la consagración de la catedral. En 1959, monseñor Guillermo Escobar Vélez obispo de Antioquia, adquiere un nuevo órgano  a la casa E.F. Walcker, de Ludwigsburg (Alemania), el instrumento es un Opus (modelo) 3785 de 950 flautas y 14 registros.
El templo catedralicio recibió el título de Basílica Menor el 5 de marzo de 1941, y el de Sede Metropolitana el 18 de junio de 1988.